# Premio Suzzara
Il premio Suzzara è un concorso artistico che si è tenuto nella città di Suzzara in provincia di Mantova dal 1948 al 1976 e di nuovo a partire dal 1989.

## Storia
Fu voluto dal sindaco di Suzzara, Tebe Mignoni. Nacque grazie a Dino Villani, con il contributo di Cesare Zavattini e il supporto di Stefano Cairola; fu inaugurato il 22 agosto 1948. Villani e Zavattini pensarono il concorso come uno scambio simbolico tra lavoro culturale e lavoro contadino: gli artisti vincitori ricevevano prodotti della terra e in cambio cedevano le loro opere alla collezione comunale. Intento dei promotori del premio era favorire l'incontro tra il popolo e gli artisti, spesso questi ultimi percepiti come irraggiungibili ed estranei al quotidiano sentire della gente comune. Di conseguenza la giuria, a fianco di figure autorevoli (quali Orio Vergani, Alfonso Gatto, Ampelio Tettamanti (vincitore nel 1955), Raffaele Carrieri e Raffaele De Grada junior), prevedeva la presenza di un operaio, di un impiegato e di un contadino.
Al premio parteciparono artisti come Carlo Carrà, Sergio Franzoi, Mario Bardi (vincitore nel 1963), Giuseppe Martinelli (vincitore nel 1959 e nel 1976), Emilio Vedova, Enrico Baj, Renato Guttuso, Michele Cascella, Domenico Cantatore, Renato Birolli, Pio Semeghini, Arturo Tosi, Ottone Rosai, Bruno Rovesti, Aligi Sassu, Ernesto Treccani, Silvano Girardello, Angelo Ferreri, Giulio Ruffini. Esauritasi la stagione del neorealismo il premio fu interrotto. Solo nell'anno 1989 il premio Suzzara fu riproposto con la sua XXIX edizione.
Con il tempo il comune di Suzzara acquisì un notevole patrimonio artistico, in particolare di arte realista e neorealista italiana: nel 1974 per esporre la collezione il comune ha creato il Museo "Galleria civica d'arte contemporanea", poi rinominata in Museo civico Galleria del Premio Suzzara o “Museo Suzzara”.
Nel 2018, in occasione della 50ª edizione e a settant'anni dalla sua nascita, il Premio si rinnova coinvolgendo nella sua migliore tradizione le forze economiche della città, invitando artisti internazionali e industrie locali a progettare insieme nuove opere da donare alla comunità con la mediazione della Galleria. Tra i progetti realizzati e in corso di completamento quelli degli artisti Nataly Maier, Chiara Pergola, Hannes Egger, Susanna Baumgartner, Silvia Hell.